# The Hunted
The Hunted er en amerikansk action thriller film fra 2003 instrueret af William Friedkin.

## Medvirkende
- Tommy Lee Jones – L.T. Bonham
- Benicio del Toro – Aaron Hallam
- Connie Nielsen – Abby Durrell
- John Finn – Ted Chenoweth